# البشائر (مدينة)
ناحية البشائر وهي ناحية عراقية تقع في جنوب غربي محافظة واسط وتتبع أداريا إلى قضاء الحي جنوبي مدينة الكوت وتبعد عن مركز المحافظة حوالي 35 كم ويقدر عدد سكان الناحية بحسب موقع محافظة واسط لعام 2006م بحوالي 35,690 نسمة.